# Larry Knechtel
Lawrence William « Larry » Knechtel est un musicien américain né le 4 août 1940 à Bell, en Californie, et mort le 20 août 2009 à Yakima, dans l'État de Washington. Il joue de la basse et des claviers. Il fut un des membres du groupe Bread.

## Biographie
Dans les années 1960, Larry Knetchel apparaît comme musicien de studio sur de nombreuses chansons et albums enregistrés dans la région de Los Angeles : Mr. Tambourine Man des Byrds, Light My Fire des Doors, Bridge over Troubled Water de Simon and Garfunkel ou encore Wouldn't It Be Nice des Beach Boys. Il est l'un des membres de la « Wrecking Crew », un groupe informel de musiciens de session californiens particulièrement réputés.
Larry Knetchel rejoint le groupe Bread en 1971. Après sa séparation, en 1977, il enregistre deux albums d'inspiration jazz sous son nom : Mountain Moods en 1989 et Urban Gypsy en 1990. Il continue à jouer sur scène et sur les albums d'autres artistes jusqu'à sa mort, celle-ci serait due a une attaque cardiaque.